# Римская Греция
Римская Греция — период греческой истории после победы Рима над коринфянами в битве при Коринфе в 146 году до н. э. до переименования города Византия в 330 году в Новый Рим, позднее Константинополь, римским императором Константином I и переноса в него столицы Римской империи.
В 88 году до н. э. значительная часть Греции, с афинянами во главе, соединилась с понтийским царём Митридатом против Рима. Беотия, Спарта, Ахайя присоединились к афинянам. Прибытие Суллы вынудило царских полководцев сосредоточить свои силы в Афинах и Пирее (87 г. до н. э.). После продолжительной осады Афины были взяты, разорены и разграблены римскими солдатами, значительная часть населения была перебита и лишь уступая мольбам греческих изгнанников, Сулла приказал пощадить остальных. С Митридатом Сулла заключил мир, а Греция вышла из войны ещё более опустошённой и приниженной: некоторые города были срыты до основания, другие ограблены, храмы и сокровищницы расхищены. Впоследствии Греция не раз ещё служила театром жестоких сражений и расплачивалась за своё участие в событиях новым разорением. В 48 году до н. э. Беотия, Фессалия, Афины, Спарта, Ахайя, Крит соединились с Помпеем против Юлия Цезаря. В 31 году до н. э. Греция соединяется с Антонием против Октавия, и опять несчастливо. В каком жалком состоянии находилась Греция в это время, как сократилось её население и уменьшилось число городов, как обеднели и опустели целые области, можно видеть из свидетельства очевидца Страбона (см. его «Географии»). Разделение провинций со времени Августа на сенатские и императорские, назначение определённого жалованья проконсулам и пропреторам, отдаление финансовой части от административной, контроль над провинциальным управлением, — все это, с установлением империи, облегчило положение, ограничивая размеры чиновничьего грабежа. Кроме того, для Греции благотворно сказалось то, что в течение первых трёх веков империи она пользовалась почти непрерывным миром.
Многие императоры выказывали большую заботливость относительно Греции и осыпали её особенными милостями. Юлий Цезарь восстановил Коринф, Август основал Патры, Никополь. Тиберий перевёл Македонию и Ахайю, в видах экономического их улучшения, из сенатских провинций в императорские. Нерон провозгласил на истмийском празднике «независимость» Греции, что равнялось освобождению её от дани. Императоры из дома Флавиев и Антонинов неоднократно посещали славные города Греции и благосклонно относились к Афинам. Особенной щедростью отличался Адриан (117—137).
II век н. э., эпоха Антонинов, был блестящим временем для Афин и афинских школ. Благодаря обилию художественных произведений, внешним удобствам жизни, и больше всего знаменитым школам, Афины представлялись для всякого, кто искал просвещения, обетованной землёй, куда ехали учиться из разных мест обширной империи. Марк Аврелий дал высшей афинской школе правильную организацию и щедро вознаграждал её преподавателей.
Светская языческая мудрость греков отчасти способствовала утверждению христианской религии в империи. Так, софист Проэресий был армянским христианином; философ Аристид поднёс императору Адриану апологию христианского учения; другой философ, Афинагор, учивший сначала в Афинах, а потом пришедший в Александрию, тоже писал в защиту христианства и написал рассуждение о воскресении. Немного позже знаменитые учители христианства, Климент Александрийский, Василий Кесарийский, Григорий Назианзин, почитали ближайшее знакомство с эллинской наукой необходимым условием нравственного совершенствования верующих: по словам Климента, человек без такого образования походит на неразумное животное. Впервые официальную проповедь христианства начал в 52 году н. э. в Афинах апостол Павел. Вскоре как здесь, так и в Коринфе, в Спарте, Патрах возникли небольшие христианские общины. Вообще в среде греков не было столь упорного сопротивления новой религии, как во многих других частях империи.
Отвыкшие от военного дела, лишённые своих крепостей и акрополей, греки с большим напряжением и огромными потерями отражали нападения варваров во второй половине III века н. э. В 268 году н. э. германцы герулы совершили опустошительный набег на Грецию, разграбив Афины и несколько крупных городов. С огромным трудом, с помощью небольшого римского флота, греческому войску под предводительством известного политика и историка Дексиппа удалось разбить герулов.
Немного выиграла Греция и от реформ Диоклетиана и Константина Великого, равно как и от основания новой столицы империи, Константинополя или Нового Рима (330). Конец IV века н. э., когда после смерти Феодосия окончательно установлено было разделение империи на Восточную и Западную, омрачился крайне опустошительным вторжением полчищ Алариха, короля вестготов. Он прошёл Македонию и Мёзию и, опустошив Иллирию, направился по Адриатическому побережью до Никополя, а оттуда вторгся в Фессалию. Когда настигший его здесь Стилихон был отозван Аркадием в Италию, Аларих пробился без труда через Фермопилы и разорил Аргос, Спарту и другие части Пелопоннеса. Спас Грецию от окончательной гибели Стилихон в 396 году н. э.